# دايسوكي ساساكي
دايسوكي ساساكي (باليابانية: 佐々木大輔؛ بالكانا: ささき だいすけ) هو مصارع هاوي ياباني، ولد في 22 نوفمبر 1985 في نيريما في اليابان.

## روابط خارجية
- دايسوكي ساساكي على موقع CageMatch worker (الإنجليزية)
- دايسوكي ساساكي على موقع قاعدة بيانات المصارعة على الإنترنت (الإنجليزية)